# Cesário de Nazianzo
Cesário de Nazianzo (em latim: Cæsarius e em grego:  Cesarios) foi um proeminente médico e político. Ele é conhecido por ter sido o irmão mais novo de Gregório de Nazianzo e é reconhecido como santo tanto pela Igreja Ortodoxa quanto pela Igreja Católica.

## Biografia
O filho caçula de Gregório, o Velho, bispo de Nazianzo, e sua esposa, Nona, Cesário nasceu na vila da família, em Arianzo, nas redondezas de Nazianzo. Ele provavelmente estudou em Cesareia, também na Capadócia, como preparação para os estudos superiores em Alexandria, na província romana do Egito. Lá, suas disciplinas preferidas eram a geometria, a astronomia e, principalmente, medicina. Nesta última, superou todos os colegas.
Por volta de 355 d.C., ele se mudou para a capital imperial, Constantinopla, e já tinha adquirido uma grande reputação por suas habilidades médicas quando seu irmão, Gregório, voltando de Atenas, apareceu por lá em 358 d.C. Cesário então sacrificou um posto de grandes honras e muito bem remunerado para retornar aos seus pais junto com ele. Porém, a vida na capital logo se mostrou uma atração demasiado grande para ele e, eventualmente, ele se tornou um eminente médico na corte bizantina de Constâncio II e, para o desgosto de sua família, na de Juliano, o Apóstata que, porém, não conseguiu convertê-lo ao paganismo em sua tentativa de retornar o Império Romano às suas raízes pagãs. Nesta época, Cesário deixou novamente a corte e retornou apenas após a morte de Juliano, em 363 d.C.
Sob o imperador Valente, Cesário se tornou questor da província da Bitínia, uma posição que incluía as funções de coletor de impostos e administração financeira. Após ter escapado de um terremoto que abalou a cidade de Niceia (11 de outubro de 368 d.C.), seu irmão lhe escreveu implorando que abandonasse suas ambições políticas e retornasse à vida religiosa. Porém, Cesário morreu subitamente numa epidemia de peste que se seguiu ao terremoto, logo após ter recebido o batismo que ele, assim como muitos outros naquela época, havia adiado até a idade adulta. Após a sua morte, sua considerável herança foi saqueada pelos seus servos e credores. Seu irmão Gregório insistiu que o pouco que restou fosse distribuído aos pobres e para os parentes que ainda viviam. Seus restos foram enterrados em Nazianzo, onde seu irmão celebrou os ritos funerários na presença dos seus pais. Na oração que proferiu durante a cerimônia, "Sobre seu irmão São Cesário", Gregório apresenta seu irmão como um cristão modelo e um asceta, provendo assim a fonte principal dos detalhes de sua vida e já deixando prontas as condições para que ele fosse futuramente canonizado.

## Visão moderna
Seu principal biógrafo, John McGuckin, mantém que, ainda que Cesário e seu irmão Gregório fossem muito próximos, eram de personalidades muito diferentes. Enquanto Gregório perseguiu desde o início a vida religiosa, seu extrovertido e animado irmão estava em casa no mundo da política bizantina.
A afirmação de que este Cesário seria o mesmo prefeito de Constantinopla que, em 365 d.C., foi jogado na prisão por Procópio de Cesareia se baseia unicamente em uma suposição feita por Jacques Godefroy (1587 - 1652), o editor do Código de Teodósio (Lyon, 1665), e não em nenhuma base histórica sólida.
Os quatro Diálogos de cento e noventa e sete perguntas e respostas que são tradicionalmente atribuídos à Cesário e que podem ser encontrados na Patrologia Graeca de Migne (XXXVIII, 851-1190) dificilmente foram escritos por ele, dada a sua natureza, conteúdo e anacronismos. Geralmente são considerados como espúrios.

## Na ficção
Cesário é o personagem principal da novela histórica "Deuses e Legiões" de Michael Curtis Ford (2002). A novela, que conta a história da ascensão e queda de Juliano, o Apóstata, é narrada por Cesário que é, ali, seu companheiro mais próximo. A novela tenta explicar como Juliano se transformou de um estudante de filosofia cristã em Atenas em um "César Augusto" do início do império.